# Dorand AR
O Dorand AR.1 foi um biplano de observação de dois lugares francês da Primeira Guerra Mundial usado pela Exército do Ar e do Espaço, pelas Forças Expedicionárias Americanas e, em pequenos números, pela Força Aérea da Sérvia.

## Projeto e desenvolvimento
Projetado pelo capitão Georges Lepère do STAé para substituir o obsoleto avião empurrador Farman F.40, a série Dorand AR eram biplanos de reconhecimento de dois lugares que receberam o nome do diretor do STAé, tenente-coronel Dorand. Eles eram caracterizados por asas de duas baías escalonadas para trás e superfícies de cauda angulares em movimento. O piloto sentou-se sob o bordo de ataque da asa superior, com o cockpit do observador sob o bordo de fuga, e havia recortes em ambas as asas para melhorar o campo de visão deste último. De forma bastante incomum para um biplano de trator monomotor da época, a asa inferior não estava diretamente ligada à fuselagem, mas um pouco abaixo dela, apoiada por suportes.
A produção dessas aeronaves começou em uma fábrica estatal do Estabelecimento de Aeronaves do Exército Francês (ou S.T.Aé.) em Chalais-Meudon, perto de Paris, após a conclusão dos testes de voo no outono de 1916.

## Histórico operacional

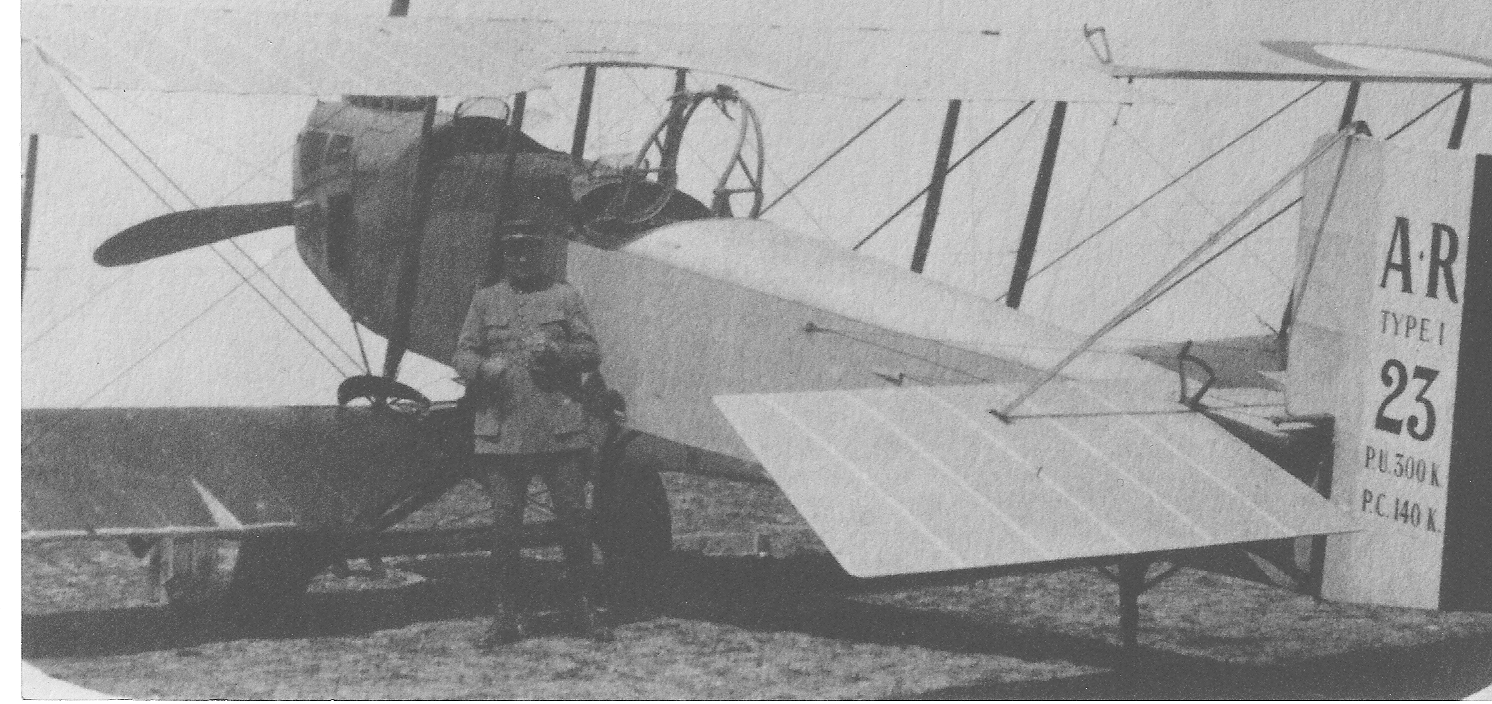
Um Dorand AR.1 na escola de aviação militar em Le Crotoy.

O primeiro dos treze esquadrões que voaram Dorands na Frente Ocidental recebeu seus aviões na primavera de 1917. Cinco outros esquadrões franceses usaram o tipo na Frente Italiana. Essas aeronaves foram retiradas das unidades de combate no início de 1918.
Em 1917, a Força Expedicionária Americana encomendou as variedades com motor Renault do Dorand, o primeiro de 22 AR.1s sendo entregue em dezembro de 1917 e o primeiro de 120 AR.2s em fevereiro seguinte. Os americanos operaram esses tipos na Frente Ocidental no primeiro semestre de 1918, até substituí-los pelo Salmson 2. Após serem aposentados das funções de combate, os exemplares sobreviventes foram usados como treinadores.

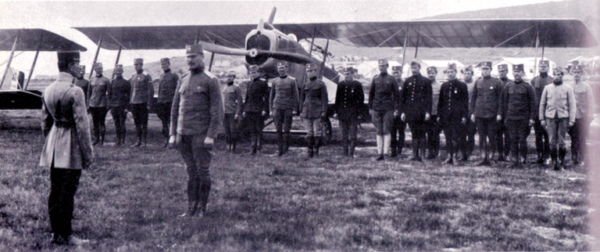
Um Dorand AR.2
do primeiro esquadrão sérvio.

Um pequeno número de Dorand AR.1s também foi fornecido ao Reino da Sérvia, que operou essas aeronaves em quatro esquadrões a partir de abril de 1918. Embora os Dorand AR-types não tenham tido uma carreira particularmente distinta no serviço francês ou americano, tendo um desempenho bastante medíocre para uma aeronave de reconhecimento diurno do final da guerra e sofrendo por ter baixa prioridade para suprimentos de motores, é um testemunho da solidez geral do projeto que, após a guerra, muitos AR.1s e AR.2s apareceram no registro civil francês, sendo usados como transporte de 2/3 passageiros por empresas como Compagnie Aérienne Française e Réseau Aérien Transafricain. Usuários particulares acharam a aeronave útil para treinamento e voos de alegria também.

## Variantes
Havia as seguintes variantes do design:
AR.1 A2 160
Versão de produção inicial alimentada por um motor 160 hp (119 kW) Renault 8Gd
AR.1 A2 200
Versão de produção média alimentada por um motor 200 hp (149 kW) Renault 8Gdy
AR.1 A2 190
Versão de produção tardia alimentada por um motor 190 hp (142 kW) Renault 8Gd
ARL.1 A2
AR.1s modificado com um mecanismo 240 hp (179 kW) Lorraine-Dietrich
AR.1 D2
Treinadores movidos por Renault 12d V-12s refrigerados a ar.
AR.2 A2
2ª versão de produção alimentada por um motor 199 hp (148 kW) Renault 8Ge
ARL.2 A2
AR.2s modificado com um mecanismo 240 hp (179 kW) Lorraine-Dietrich
O AR.1 e ARL.1 tinham uma envergadura de 13,27 m (43,5 ft), e usavam radiadores frontais, enquanto os AR.2 e ARL.2 eram aeronaves um pouco menores, com envergadura de 12,0 m (39,4 ft), sendo a área da asa apenas 45 metros quadrados e radiadores montados nas asas. Todos esses tipos tinham "A.2" adicionado aos seus nomes no serviço francês, indicando que eram aeronaves de reconhecimento de dois lugares.

## Operadores
França
- Exército do Ar e do Espaço

 Reino da Grécia
- Força Aérea Grega

 República do Rife
- Operou um único exemplar.

 Reino da Sérvia
- Força Aérea da Sérvia

 Estados Unidos
- Forças Expedicionárias Americanas

## Especificações (AR.1)
Dados de: Jane's all the World's Aircraft 1919 
Descrições gerais
- Tripulação: 1 piloto
- Capacidade: 1 observador
- Comprimento: 8,225 m (27 ft)
- Envergadura: 13,3 m (44 ft)
- Área alar: 50,36 m² (542 ft²)
- Peso vazio: 890 kg (1 960 lb)
- Peso bruto (carregado): 1 330 kg (2 930 lb)
- Capacidade de combustível: 170 l (44,9 US-gal)

Motorização
- Número de motores: 1x
- Tipo do motor: Renault 8Gdy V-8 refrigerado a água
- Potência por motor: 200 hp (149 kW)
- Descrição do propulsor/hélice: Hélice de madeira de passo fixo de 2 pás

Performance
- Velocidade máxima: 148 km/h (92,0 mph)
- Autonomia: 3 hs
- Tecto de serviço: 5 500 m (18 000 ft)

Armamentos

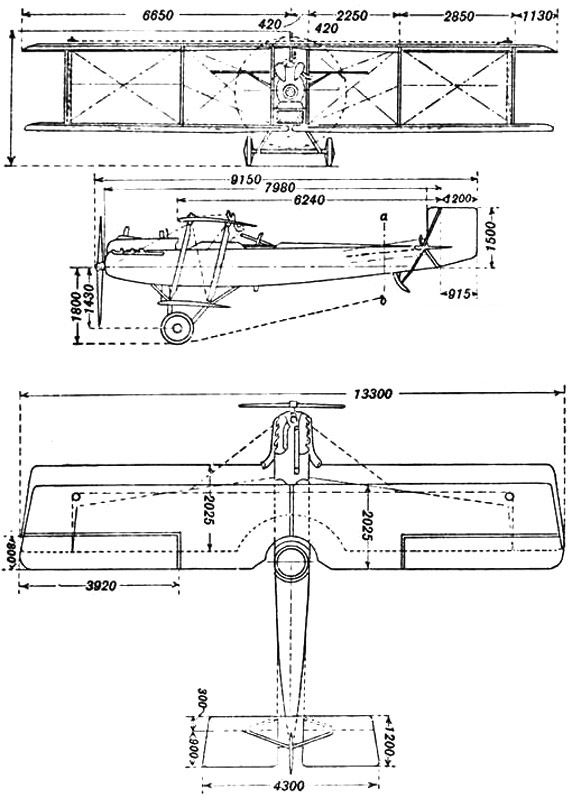
Ilustração em três vistas do Dorand AR.1.

- Metralhadoras/canhões: * 1 x metralhadora Vickers de 7.7 mm (.303 in) de tiro frontal fixa para o piloto
- 1 x metralhadora Lewis de 7.7 mm (.303 in) em montagem móvel para o observador